# Monika Brüning
Monika Brüning geb. Schwerdtfeger (* 13. Juli 1951 in Bremen; † 12. Dezember 2022 in Wunstorf) war eine deutsche Politikerin (CDU).

## Leben und Beruf
Monika Brüning war Wirtschaftsinformatikerin (FH) und absolvierte daneben eine Weiterbildung zur Fachkauffrau für Organisation und zur Organisationsprogrammiererin. Nachdem sie als Leiterin der Betriebsabrechnung bei der Stadt Wunstorf gearbeitet hatte, übernahm sie die Leitung der Wirtschaftsverwaltung des Agnes-Karll-Krankenhauses in Laatzen. Anschließend war sie stellvertretende kaufmännische Leiterin und Leiterin der Allgemeinen Verwaltung des Krankenhauses Oststadt und der Hautklinik Linden. Zuletzt war sie von 1998 bis 2002 Pressesprecherin des Klinikums Hannover. Sie war Oberstleutnant der Reserve.
Monika Brüning war seit 1972 mit einem Luftwaffenoffizier verheiratet und hatte vier Kinder.

## Partei
Monika Brüning trat 1980 in die CDU ein und gehörte ab November 2000 dem Vorstand des CDU-Kreisverbandes Hannover-Land an. Ab Februar 2005 war sie daneben Schatzmeisterin des CDU-Regionsverbandes Hannover.
Monika Brüning engagierte sich in der Frauen-Union (FU) und gehörte ab 1997 dem Vorstand des FU-Kreisverbandes Hannover-Land, ab 2000 als stellvertretende Kreisvorsitzende, an. Ab März 2001 war sie Vorsitzende des Bezirksverbandes der Frauen-Union Hannover.

## Abgeordnete
Monika Brüning gehörte von 2006 bis 2018 dem Stadtrat von Wunstorf an.
Von 2002 bis 2009 war sie Mitglied des Deutschen Bundestages und dort ab Dezember 2005 stellvertretende Vorsitzende des Arbeitskreises Küste der CDU/CSU-Bundestagsfraktion. Monika Brüning zog stets über die Landesliste Niedersachsen in den Bundestag ein.